# ماساهيدي كاواموتو
ماساهيدً كاواموتو (باليابانية: 川元 正英) (21 يونيو 1971 في كاناغاوا في اليابان – )؛ هو لاعب كرة قدم ياباني سابق كان يلعب كمدافع.

## وصلات خارجية
- ماساهيدي كاواموتو على موقع رابطة كرة القدم اليابانية للمحترفين (اليابانية)